# Giro di Romandia 2002
Il Giro di Romandia 2002, cinquantaseiesima edizione della corsa, si svolse dal 30 aprile al 5 maggio su un percorso di 706 km ripartiti in 5 tappe e un cronoprologo, con partenza a Ginevra e arrivo a Losanna. Fu vinto dall'italiano Dario Frigo della Tacconi Sport-Emmegi davanti allo svizzero Alex Zülle e all'australiano Cadel Evans.

## Tappe
| Tappa  | Data      | Percorso                              | km    | Vincitore di tappa | Leader cl. generale |
| ------ | --------- | ------------------------------------- | ----- | ------------------ | ------------------- |
| Prol.  | 30 aprile | Ginevra > Ginevra (cron. individuale) | 3,2   | Rik Verbrugghe     | Rik Verbrugghe      |
| 1ª     | 1º maggio | Ginevra > Bévilard                    | 187   | Giovanni Lombardi  | Rik Verbrugghe      |
| 2ª     | 2 maggio  | Charmey > La Gruyère                  | 172,8 | Dario Frigo        | Dario Frigo         |
| 3ª     | 3 maggio  | Pringy > Sierre                       | 180,3 | Giovanni Lombardi  | Dario Frigo         |
| 4ª     | 4 maggio  | Sierre > Leysin                       | 144,4 | Alex Zülle         | Dario Frigo         |
| 5ª     | 5 maggio  | Losanna > Losanna (cron. individuale) | 18,3  | Alex Zülle         | Dario Frigo         |
| Totale | Totale    | Totale                                | 706   |                    |                     |

## Dettagli delle tappe

### Prologo
- 30 aprile: Ginevra > Ginevra (cron. individuale) – 3,2 km

| Pos. | Corridore      | Squadra | Tempo |
| ---- | -------------- | ------- | ----- |
| 1    | Rik Verbrugghe | Lotto   | 4'13" |
| 2    | Alexandre Moos | Phonak  | a 1"  |
| 3    | Martin Elmiger | Phonak  | a 2"  |

| Pos. | Corridore      | Squadra | Tempo |
| ---- | -------------- | ------- | ----- |
| 1    | Rik Verbrugghe | Lotto   | 4'13" |
| 2    | Alexandre Moos | Phonak  | a 1"  |
| 3    | Martin Elmiger | Phonak  | a 2"  |

### 1ª tappa
- 1º maggio: Ginevra > Bévilard – 187 km

| Pos. | Corridore            | Squadra    | Tempo    |
| ---- | -------------------- | ---------- | -------- |
| 1    | Giovanni Lombardi    | Acqua & S. | 4h54'25" |
| 2    | J. Enrique Gutiérrez | Kelme      | s.t.     |
| 3    | Eddy Mazzoleni       | Tacconi    | s.t.     |

| Pos. | Corridore      | Squadra | Tempo    |
| ---- | -------------- | ------- | -------- |
| 1    | Rik Verbrugghe | Lotto   | 4h58'38" |
| 2    | Alexandre Moos | Phonak  | a 1"     |
| 3    | Eddy Mazzoleni | Tacconi | a 2"     |

### 2ª tappa
- 2 maggio: Charmey > La Gruyère – 172,8 km

| Pos. | Corridore     | Squadra  | Tempo    |
| ---- | ------------- | -------- | -------- |
| 1    | Dario Frigo   | Tacconi  | 3h45'11" |
| 2    | Alex Zülle    | Coast    | a 4"     |
| 3    | Serhij Hončar | Fassa B. | s.t.     |

| Pos. | Corridore      | Squadra | Tempo    |
| ---- | -------------- | ------- | -------- |
| 1    | Dario Frigo    | Tacconi | 8h43'45" |
| 2    | Alexandre Moos | Phonak  | a 11"    |
| 3    | Rik Verbrugghe | Lotto   | a 13"    |

### 3ª tappa
- 3 maggio: Pringy > Sierre – 180,3 km

| Pos. | Corridore         | Squadra      | Tempo    |
| ---- | ----------------- | ------------ | -------- |
| 1    | Giovanni Lombardi | Acqua & S.   | 4h26'02" |
| 2    | Saulius Ruškys    | Gerolsteiner | s.t.     |
| 3    | Robert Hunter     | Mapei        | s.t.     |

| Pos. | Corridore      | Squadra | Tempo     |
| ---- | -------------- | ------- | --------- |
| 1    | Dario Frigo    | Tacconi | 13h09'47" |
| 2    | Alexandre Moos | Phonak  | a 16"     |
| 3    | Rik Verbrugghe | Lotto   | a 18"     |

### 4ª tappa
- 4 maggio: Sierre > Leysin – 144,4 km

| Pos. | Corridore       | Squadra | Tempo    |
| ---- | --------------- | ------- | -------- |
| 1    | Alex Zülle      | Coast   | 2h18'23" |
| 2    | David Moncoutié | Cofidis | a 2"     |
| 3    | Santiago Pérez  | Kelme   | s.t.     |

| Pos. | Corridore      | Squadra | Tempo     |
| ---- | -------------- | ------- | --------- |
| 1    | Dario Frigo    | Tacconi | 15h28'21" |
| 2    | Santiago Pérez | Kelme   | a 20"     |
| 3    | Andrea Noè     | Mapei   | a 21"     |

### 5ª tappa
- 5 maggio: Losanna > Losanna (cron. individuale) – 18,3 km

| Pos. | Corridore    | Squadra | Tempo  |
| ---- | ------------ | ------- | ------ |
| 1    | Alex Zülle   | Coast   | 24'59" |
| 2    | Dario Frigo  | Tacconi | a 24"  |
| 3    | David Millar | Cofidis | a 40"  |

| Pos. | Corridore   | Squadra | Tempo     |
| ---- | ----------- | ------- | --------- |
| 1    | Dario Frigo | Tacconi | 15h53'44" |
| 2    | Alex Zülle  | Coast   | a 47"     |
| 3    | Cadel Evans | Mapei   | a 51"     |

## Classifiche finali

### Classifica generale
| Pos. | Corridore      | Squadra     | Tempo     |
| ---- | -------------- | ----------- | --------- |
| 1    | Dario Frigo    | Tacconi     | 15h53'44" |
| 2    | Alex Zülle     | Coast       | a 47"     |
| 3    | Cadel Evans    | Mapei       | a 51"     |
| 4    | Santiago Pérez | Kelme       | a 1'04"   |
| 5    | Carlos Sastre  | CSC-Tiscali | a 1'05"   |
| 6    | Andrea Noè     | Mapei       | a 1'14"   |
| 7    | Alexandre Moos | Phonak      | a 1'15"   |
| 8    | Aitor González | Kelme       | a 1'17"   |
| 9    | Eddy Mazzoleni | Tacconi     | a 1'22"   |
| 10   | Íñigo Cuesta   | Cofidis     | a 1'37"   |